# Nguyễn Thế Lệ
Nguyễn Thế Lệ (sinh năm 1966) là thẩm phán cao cấp người Việt Nam. Ông hiện giữ chức vụ Phó Chánh án Tòa án nhân dân cấp cao tại Hà Nội

## Tiểu sử
Nguyễn Thế Lệ sinh năm 1966, quê quán tại xã Tiến Dũng, huyện Yên Dũng, tỉnh Bắc Giang.
Ông có bằng Thạc sĩ luật học.
Ông là đảng viên Đảng Cộng sản Việt Nam.
Ngày 23 tháng 4 năm 2012, Nguyễn Thế Lệ, Phó Trưởng ban Thường trực kiêm Chánh Văn phòng Ban Chỉ đạo phòng, chống tham nhũng tỉnh Lạng Sơn, được trao Quyết định số 668/QĐ-TCCB ngày 16 tháng 4 năm 2012 của Chánh án Tòa án nhân dân tối cao Việt Nam Trương Hòa Bình bổ nhiệm giữ chức vụ Chánh án Tòa án nhân dân tỉnh Lạng Sơn.
Ngày 17 tháng 4 năm 2018, ông được Chủ tịch nước Việt Nam Trần Đại Quang bổ nhiệm chức danh Thẩm phán cao cấp.
Năm 2018, ông là Chánh án Tòa án nhân dân tỉnh Lạng Sơn.
Hiện nay, ông giữ chức vụ Phó Chánh án Tòa án nhân dân cấp cao tại Hà Nội.